# Región del Mediterráneo
La región del Mediterráneo (en turco, Akdeniz Bölgesi) es una de las siete regiones en las que se divide Turquía. Se encuentra al sur del país.

## Provincias

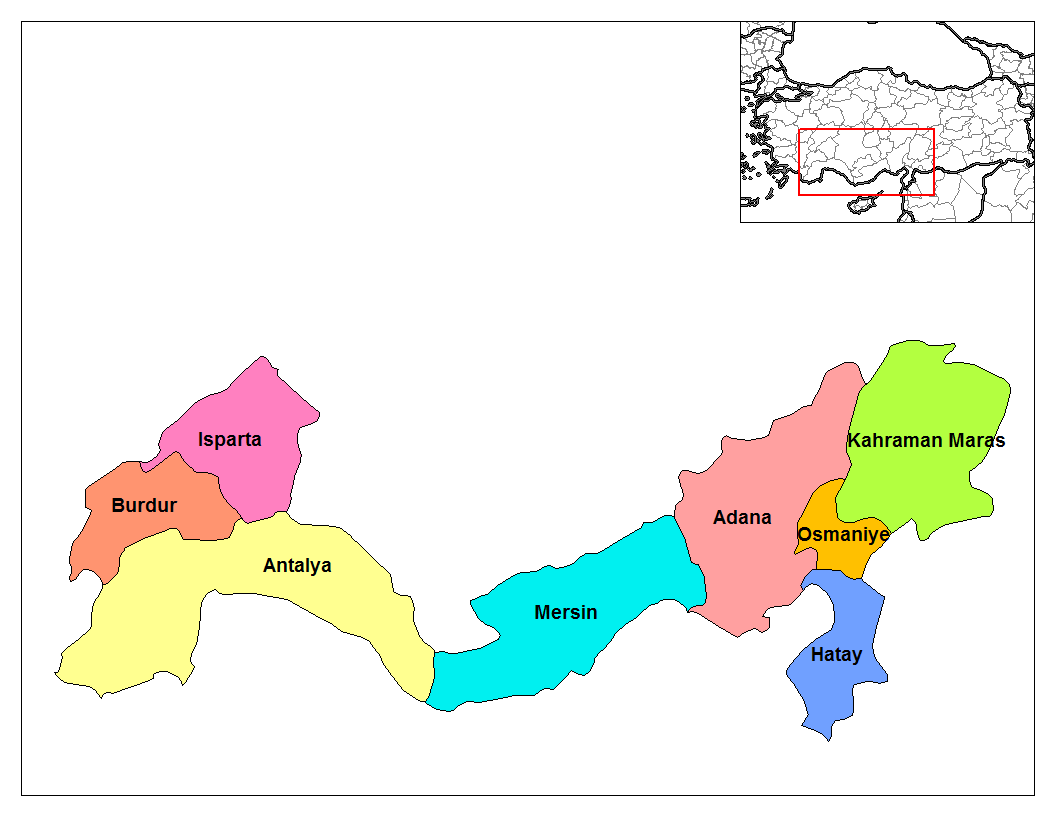
Región del Mediterráneo

- Provincia de Adana
- Provincia de Antalya
- Provincia de Burdur
- Provincia de Hatay
- Provincia de Isparta
- Provincia de Kahramanmaraş
- Provincia de Mersin
- Provincia de Osmaniye